# Clematis affinis
Clematis affinis là một loài thực vật có hoa trong họ Mao lương. Loài này được A.St.-Hil. mô tả khoa học đầu tiên năm 1824.